# Guerrero (staat)
Guerrero (Nahuatl: Cihuatlan, Mixteeks: Ñuu Ra) is een deelstaat van Mexico. Guerrero heeft een oppervlakte van 63.794 km² en 3.540.684 inwoners (2020). Het grenst aan Michoacán, Mexico, Morelos, Puebla en Oaxaca. Ten zuiden van de staat ligt de Grote Oceaan. De hoofdstad van Guerrero is Chilpancingo. Andere steden zijn Iguala, Taxco de Alarcon en de bekende badplaatsen Acapulco en Zihuatanejo.

## Geografie
Guerrero is een van de meest geaccidenteerde staten van Mexico. Een groot deel van de staat wordt ingenomen door de bergen van de Zuidelijke Sierra Madre. De belangrijkste rivier in de staat is de Río Balsas. Ten noorden van deze rivier bevinden zich enkele vulkanen van de Trans-Mexicaanse Vulkanengordel. In de dalen heerst een tropisch klimaat. De staat is een populaire bestemming voor toeristen. Guerrero heeft een ongeveer vijfhonderd kilometer lange kustlijn, die populair is onder toeristen, evenals de koloniale stad Taxco.

## Geschiedenis
Gedurende haar geschiedenis is Guerrero vrijwel permanent het toneel geweest van oorlogen of opstanden. Ironisch genoeg betekent guerrero krijger in het Spaans.
Aan het eind van de vijftiende eeuw werd het grootste deel van wat nu Guerrero is onderworpen door de Azteken. In het zuiden en westen van de staat wisten respectievelijk de Mixteken en Tarasken succesvol weerstand te bieden. Van de laatste Azteekse keizer, Cuauhtemoc, wordt vermoed dat hij in Guerrero is geboren. In 1521 werden de Azteken door de Spanjaarden onderworpen en in 1523 veroverde Gonzalo de Sandoval het overige deel van de staat. Tijdens de koloniale periode werd Guerrero een Spaans wingewest. De voornaamste economische activiteit was de zilverwinning, en jaarlijks vertrok vanuit Acapulco het Manillagaljoen naar Manilla op de Filipijnen.
De staat is genoemd naar Vicente Guerrero. Deze was uit Tixtla in Guerrero afkomstig en vocht een guerrillaoorlog tijdens de Mexicaanse Onafhankelijkheidsoorlog in wat nu de staat Guerrero is.
De staat Guerrero werd gevormd op 27 oktober 1849 uit kustgebieden van de staten Mexico en Puebla. Juán Álverez werd de eerste gouverneur. In 1854 riepen Álvarez en Florencio Villarreal de Revolutie van Ayutla uit in het stadje Ayutla in Guerrero, waarna er weer het nodige bloedvergieten volgde, net zoals tijdens de Hervormingsoorlog en de Franse Interventie in Mexico.
Na de Mexicaanse Revolutie werden de kustplaatsen van Guerrero ontwikkeld voor het toerisme en met name Acapulco groeide uit tot een wereldberoemde badplaats. Hoewel de staat een economische groei doormaakte en de infrastructuur werd ontwikkeld merkte het merendeel van de bevolking hier maar weinig van.
Dit was ook de periode dat de Institutioneel Revolutionaire Partij (PRI) als eenpartijstaat over Mexico regeerde. De PRI was sterk in Guerrero aanwezig, maar ook de oppositie was zeer sterk, en nam vaak gewapende vormen aan. Onder Gustavo Díaz Ordaz en Luis Echeverría vond er een zeer gewelddadige repressie plaats en werd de staat met napalm bestookt om opstanden te onderdrukken. Lucio Cabañas was de meest bekende guerrillero uit deze tijd. In 1974 kwam hij om het leven bij een poging de latere gouvereur Rubén Figueroa Figueroa te ontvoeren.
Nog steeds is Guerrero een van de armste staten van Mexico en politiek geweld is er nog wijdverspreid. Regeringstroepen worden door Amnesty International beschuldigd van martelen, politieke gevangenen, straffeloosheid voor mensenrechtenschenders en buitengerechtelijke veroordelingen. Een van de meest notoire gebeurtenissen was het bloedbad van Aguas Blancas waarbij in 1995 zeventien burgers door het leger werden gedood en enkele tientallen verwond. Naar aanleiding van dit bloedbad werd de guerrillabeweging Ejército Popular Revolucionario opgericht. Ook de drugshandel heeft veel ellende naar Guerrero gebracht. De laatste jaren is Guerrero evenals veel andere staten van Mexico in de greep gekomen van de Mexicaanse Drugsoorlog. De staat zou de thuisbasis zijn van het Beltrán-Leyvakartel. Sinds 2014 worden 43 studenten vermist die in Iguala na een confrontatie met leger en politie spoorloos verdwenen.

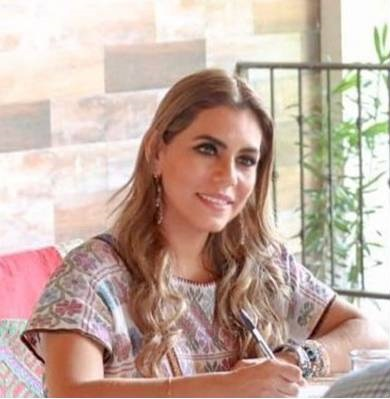
De huidige gouverneur Evelyn Salgado Pineda

In 2005 werd oppositiekandidaat Carlos Zeferino Torreblanca van de linkse Partij van de Democratische Revolutie (PRD) tot gouverneur gekozen, waarmee een einde kwam aan de 75-jarige regering van de PRI. Zijn partijgenoot Ángel Aguirre Rivero was gouverneur van 2011 tot 2014. In 2015 mocht de PRI weer de gouverneur leveren, in de persoon van Hector Astudillo Flores. In 2021 werd Evelyn Salgado Pineda van Morena als eerste vrouw tot gouverneur gekozen. Zij is de dochter van Félix Salgado Macedonio.

## Gemeenten
Guerrero bestaat uit 81 gemeenten, zie Lijst van gemeenten van Guerrero.
Aguascalientes · Baja California · Baja California Sur · Campeche · Chiapas · Chihuahua · Coahuila · Colima · Durango · Guanajuato · Guerrero · Hidalgo · Jalisco · Mexico · Michoacán · Morelos · Nayarit · Nuevo León · Oaxaca · Puebla · Querétaro · Quintana Roo · San Luis Potosí · Sinaloa · Sonora · Tabasco · Tamaulipas · Tlaxcala · Veracruz · Yucatán · Zacatecas
Mexico-Stad